# Mirandinha
Francisco Ernandi Lima da Silva známý jako Mirandinha (* 2. červenec 1959) je bývalý brazilský fotbalista.

## Reprezentace
Mirandinha odehrál 4 reprezentační utkání. S brazilskou reprezentací se zúčastnil Copa América 1987.

## Statistiky
| Brazílie | Brazílie | Brazílie |
| Roky     | Záp.     | Góly     |
| -------- | -------- | -------- |
| 1987     | 4        | 1        |
| Celkem   | 4        | 1        |